# グネモン
グネモン（ぐねもん、学名 Gnetum gnemon）はグネツム科グネツム属の常緑低高木。主として東南アジアに分布する。インドネシアではメリンジョ（Melinjo）とも呼ばれる。

## 特徴

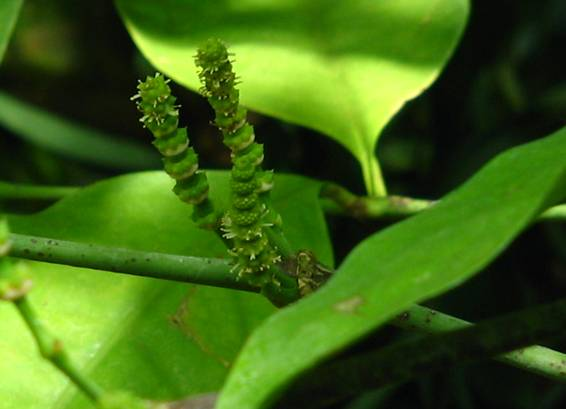
グネモンの雄花

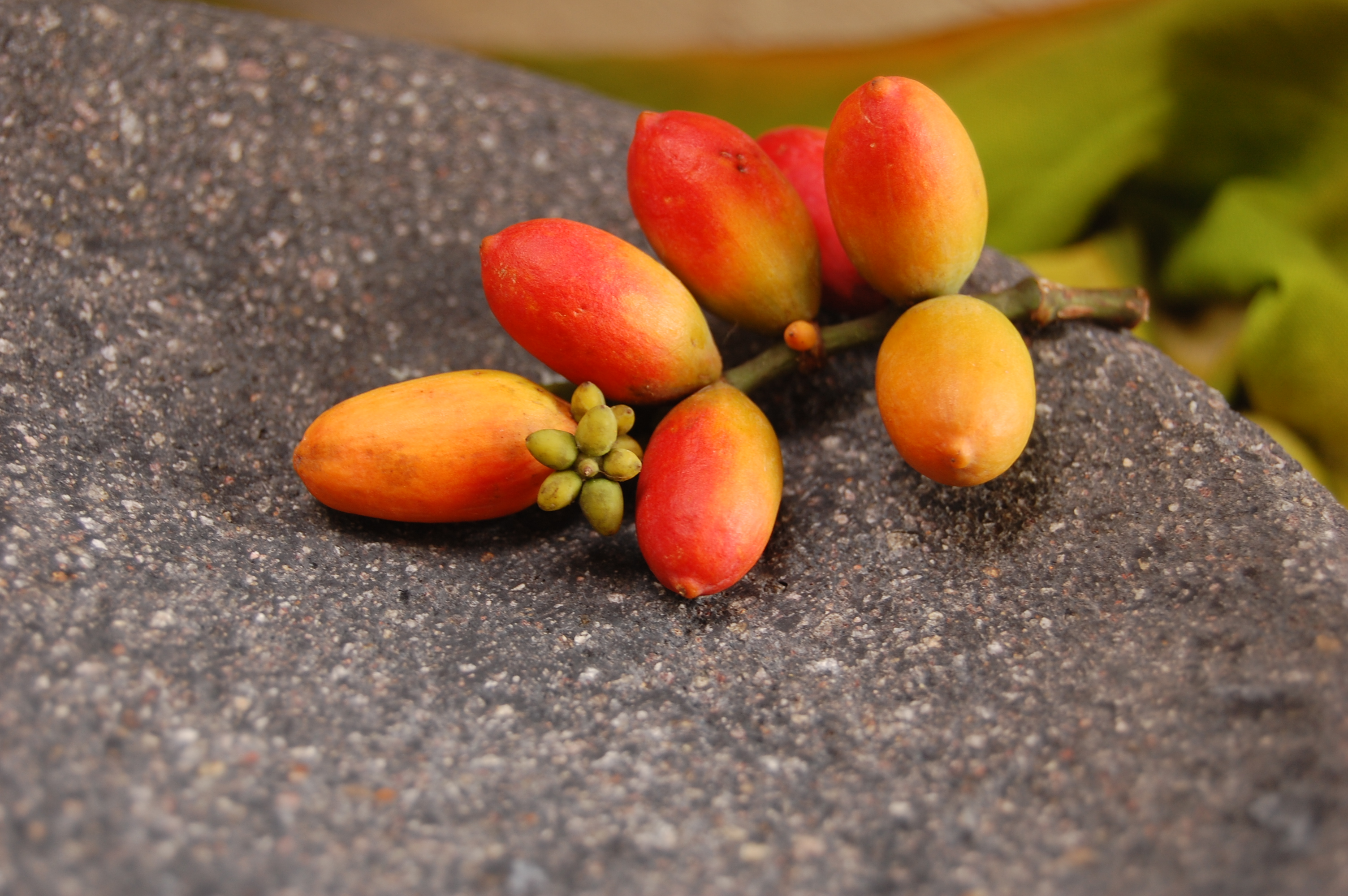
グネモンの果実

グネモンノキ、ユミヅルノキともいう。裸子植物は通常風媒であるが、グネツム科の植物は虫媒である。枝幹の節部は輪状に膨大、葉は対生し、楕円状披針形、全縁、濃緑色で光沢がある。花は房状に着生、花序は長さ6、7センチメートル、単生または叢生である（左上写真）。通常は雌雄異株である。果実は長楕円形で先端は尖り、長さ約2センチメートル、熟すと黄色または紅色となり、中に1個の種子がある（左下写真）。胚乳にデンプン50パーセント、タンパク質11パーセントを含み、インドネシアなどで食用とされている。

## 利用
果実は生食、煮食、焼食とする。また幼果、葉、花も食用とする。若葉、若い花序または果実は野菜として酸味のスープのサユール・アッサムなどに入れる他、デンプンを含む種子を潰して伸ばし、油で揚げて「ウンピン」（または「グネツム煎餅」）を作る。味は松の実とも銀杏とも違う不思議な味である。また茎を切って出る液を飲用とし、靭皮（じんぴ）繊維は綱索、漁網、釣り糸、弓弦、製紙原料とする。
近年では、種子に含まれるレスベラトロールを健康食品として利用するようになっている。メリンジョの収穫量・消費量が有意に多い地域（ジョグジャカルタ特別州）の平均寿命は男性で71.2歳、女性で75.1歳とインドネシアの平均寿命（男性：66歳、女性69歳）よりも5年ほど寿命が長くなっている。

## 生殖
マレーシアのサラワク州（ボルネオ島）の熱帯雨林に分布するグネモンは日没頃から菌類の一種に似た不思議な匂いを放ち、珠孔から糖分を含んだ甘い受粉滴を分泌する。雌雄異株であるが、雄株にも不稔の胚珠があり受粉滴を分泌する。夜行性のメイガやシャクガの仲間は、この匂いに誘われて雌雄の区別無く訪花し、露のように光る受粉滴を吸って回る。雄花を訪れたガの口吻には沢山の花粉が付着し、これが雌株に運ばれていると思われる。グネツム科の植物が出現したと考えられているジュラ紀には、未だガの仲間は出現しておらず、双翅目の昆虫などによって受粉されていたのかもしれない。

## 分布
グネモンは低木の物から樹高20メートルほどの高木の物まで変異があり、高木になるものを基準変種（Gnetum gnemon var. gnemon＝狭義のグネモンノキ）として6変種に分類されている。中国海南島、マレーシア、東インド地方原産で、インドのアッサム地方からボルネオ島、スラウェシ島、ニューギニア各島を経てフィジー諸島まで分布しているが、スマトラ島、ジャワ島には自生が見られない。フィリピンやジャワなどでは植栽されている。日本には1935年（昭和10年）頃に輸入された。基準変種は東南アジア各地の果樹園や庭先で広く栽培されている。

## 近縁種
- グネツム属 Gnetum
  - ヒメグネモン Gnetum brunonianum
  - ヒロハグネモン Gnetum latifolium
  - ホソバグネモン Gnetum tenuifolium
  - Gnetum africanum